# DSA-475
La DSA-475 es una carretera perteneciente a la Red Secundaria de la Diputación Provincial de Salamanca que une la localidad de Gallegos de Argañán con la carretera  DSA-470 .
Además, también pasa por la localidad de La Alameda de Gardón.

## Origen y Destino
La carretera  DSA-475  tiene su origen en Gallegos de Argañán en la intersección con la carretera  DSA-470  y termina en la intersección con la carretera  DSA-470  en La Alameda de Gardón formando parte de la Red de carreteras de Salamanca.